# Stig L. Andersson
Stig Lennart Andersson (født 30. marts 1957 i København) er en dansk arkitekt og grundlægger af den internationalt kendte tegnestue SLA, der har kontorer i København, Aarhus og Oslo.  
Stig L. Andersson er uddannet på Kunstakademiets Arkitektskole 1981-1986 og virkede som lektor i havekunst ved skolen 1995-2001. Siden 2006 har han været adjungeret professor ved Københavns Universitet og siden 2011 professor i æstetisk design samme sted.
Efter flere ophold i Japan oprettede Andersson i 1994 sin egen tegnestue, der siden 2005 har båret navnet SLA A/S. SLA har udviklet sig til en tværfaglig organisation, der arbejder med landskab, byrum og byplanlægning.
Nogle af SLA's tidlige projekter tæller Glostrup Rådhuspark Arkiveret 21. september 2020 hos  Wayback Machine (1997-2000), Ankarparken Arkiveret 4. august 2020 hos  Wayback Machine i Malmø (2000-2001), Solbjerg Plads på Frederiksberg Arkiveret 7. august 2020 hos  Wayback Machine (2002-05), Charlottehaven Arkiveret 29. september 2020 hos  Wayback Machine (2003-2004) og Sønder Boulevard (2004-2006).
I nyere tid har Stig L. Andersson og SLA realiseret byrum som bl.a. Bymilen Arkiveret 11. august 2020 hos  Wayback Machine ved SEB Bank (2007-2011), SUND Naturpark Arkiveret 7. august 2020 hos  Wayback Machine (2012-2017), Skt. Kjelds Plads og Bryggervangen Arkiveret 4. august 2020 hos  Wayback Machine (2015-2019) og Gellerup Bypark Arkiveret 21. september 2020 hos  Wayback Machine (2014-2019).

## Udmærkelser
I 2002 modtog Andersson Eckersberg Medaillen og blev i 2006 medlem af kunstnersammenslutningen Kammeraterne. I 2010 modtog Stig L. Andersson og SLA Nordeuropas største arkitekturpris, Nykredits Arkitekturpris,og senere - i 2014  - modtog Stig L. Larsen Det kongelige Akademis højeste udmærkelse for en arkitekt, C.F. Hansen Medaillen.
Som én af ti særligt inviterede Master Architects (bl.a. sammen med Martha Schwartz og Adrian Geuze) deltog Stig L. Andersson i Xi'an International Horticultural Exhibition med Yellow Mud Garden i 2011.  